# Hohljoch
Hohljoch är ett bergspass i Österrike.   Det ligger i distriktet Schwaz och förbundslandet Tyrolen, i den västra delen av landet, 400 km väster om huvudstaden Wien. Hohljoch ligger 1 553 meter över havet.
Terrängen runt Hohljoch är bergig. Runt Hohljoch är det ganska tätbefolkat, med 58 invånare per kvadratkilometer.. Närmaste större samhälle är Innsbruck, 17,8 km sydväst om Hohljoch. 
Trakten runt Hohljoch består i huvudsak av gräsmarker.